# السواد الأعظم (كتاب)
السواد الأعظم هو كتاب في العقيدة الإسلامية وأصول الدين للإمام أبي القاسم الحكيم السمرقندي الحنفي المذهب الماتريدي العقيدة المتوفى سنة (342هـ). وهو عمل حنفي هام، أمر بترجمته إلى الفارسية الأمير نوح الساماني.

## محتوى الكتاب
احتوى الكتاب على 61 مسألة مع مقدمة وخاتمة، وهذه المسائل تتعلق بالعقائد الإسلامية من قبيل صفات الله ووجوب قِدَمِه وبقائه، ومراتب الأنبياء والمعراج والصراط والجنة والبرزخ، ومنكر ونكير و... ولكن قد جاءت في هذا الكتاب بعض المسائل الفقهية وقد بين فيها بعض فروع المذاهب وجاء فيه بعض المسائل الخلافية بين الفقهاء من أهل السنة والحنفية.
ويعد الكتاب من أهم المتون عند أهل السنة من الماتريدية (أصحاب الإمام أبي منصور الماتريدي). وهو مع اختصاره من أقدم النصوص الماتريدية المنشورة، ويقوم الكتاب على فكرة تقديم مفهوم (السواد الأعظم) التي ورد في الخبر أنهم الفرقة الناجية، يقول الحكيم السمرقندي: «وعلامة السواد الأعظم أن يكون الإنسان متصفاً باثنتين وستين خصلة»، ثم أخذ في سرد هذه الخصال على وجه الإجمال، ثم أفرد لكل خصلة مسألة تناولها باختصار معتنياً ببيان دليلها السمعي من الكتاب والسنة ووجهها العقلي، ويقول عن التأويل: «وليس كل شئ من القرآن ينبغي لك أن تفسره على وجهه الظاهر، ولكن ينبغي لك أن تنظر إلى معناه؛ لأن في القرآن آيات كثيرة في الظاهر لها معنى، والباطن غير ذلك، فاتقوا الله ولا تفسروا كلام الله برأيكم؛ لأن النبي صلى الله عليه وسلم قال: من فسر القرآن برأيه فقد كفر، والتفسير الصحيح ما جاء عن الصحابة والعلماء»، ومن الملاحظ أن هذه المسائل الستين ليست كلها كلامية بل كثير منها مسائل فروعية فقهية، لكنها صارت كالشعار لأهل السنة والجماعة ومن ثم تمثل علامة للسواد الأعظم كالصلاة خلف كل بر وفاجر، والصلاة على جنازة كل صغير وكبير من أهل القبلة، والمسح على الخفين وغير ذلك من المسائل التي صارت كالشعار على أهل السنة والجماعة، وهو يؤكد على هذه الفكرة بقوله: «ما قلنا إنه ينبغى له أن يعلم أن الأموات تنتفع بدعاء الأحياء وصدقاتهم لأن من أنكر هذا يكون معتزلياً ومبتدعاً»، ويقول: «ومن لم ير المسح على الخفين فهو من الروافض».
ويمتاز الكتاب بالمنهج العملي، والاعتماد على الدليل النقلي، والحديث باسم مذهب أبي حنيفة، وإن كان يعضده دائماً بذكر آراء السلف الصالح من الصحابة والتابعين، ولغته إسلامية محضة، يغلب عليها طريقة فقهاء أهل الرأي، ويقدم تقسيماً للعقل فيقول: «اعلم أن العقل على خمسة أوجه عقل غريزي، وعقل تكلفي، وعقل عطائي، وعقل من جهة النبوة، وعقل من جهة الشرف...» ثم أخذ في بيان ذلك، ومن الواضح مغايرته لطريقة الفلاسفة في تقسيم العقل، أما عن الفرق المخالفة فنراه يعرض في بعض الأحيان للمعتزلة والكرامية.

## سبب تأليف الكتاب
جاء في أول الكتاب: اعلم أن الباعث على تأليف هذا الكتاب: هو كثرة جدل المبتدعين واتباع الهوى في سمرقند وبخارى وما وراء النهرين، فاجتمع فقهاء وعلماء سمرقند وبخارى وما وراء النهرين وقالوا: إن أسلافنا وآبائنا قد اجمعوا على هذه السنة، والآن حصلت الأهواء المختلفة ونحن الآن على خوف وأوصلوا هذا الكلام إلى أمير خراسان. وقال الأمير عادل إسماعيل: مروا عبد الله بن أبي جعفر وباقي الفقهاء بتبيين المذهب الحق وطريقة السنة والجماعة وما عليه آبائنا وأشار الأئمة إلى الخواجة أبو القاسم السمرقندي وقالوا له: جد لنا طريق السنة والجماعة وما كان عليه النبي الأكرم (ﷺ) فألف هذا الكتاب، فجاء به إلى أمير خراسان وعرضه عليه فاستحسنوه جميعاً وقالوا: إن هذه هي الطريقة الصحيحة للسنة والجماعة. وأمر أمير خراسان بترجمة الكتاب إلى الفارسية حتى يصبح عاماً للجميع وينتفع به الناس، ويبتعدوا عن الأهواء والبدع الباطلة.

## طبعاته وشروحه
طبع الكتاب عدة مرات، طبع ببولاق عام 1253هـ، وبقازان عام 1878م، وبإسطنبول عام 1288هـ، وترجمه إلى اللغة التركية عيسى أفندي بلغاري. وقد شرحه إبراهيم حلمي بن حسين، وسمى شرحه بـ (سلام الأحكم على سواد الأعظم)، وقد طبع هذا الشرح بإسطنبول عام 1313هـ، ويظهر من كلام الشارح أن للسواد الأعظم شروحاً أخرى، إذ يقول: «...أردت أن أشرح له شرحاً مزيلاً عن وجنة تراكيبه صعابه، كاشفاً عن وجه معانيه نقابه، مغنياً عن بقية الشروح في الإيضاح، إغناء الصباح عن المصباح...». وذكر فؤاد سزكين نقلاً عن المستشرق اليهودي جولد تسهير أن السواد الأعظم هو أقدم مرجع للماتريدية، وهذا الكلام فيه نظر، إذ أن أقدم مرجع للماتريدية هو كتاب التوحيد للماتريدي. وقد قامت جامعة طهران بطبع ونشر هذا الكتاب.